# Max Marcus
Max Marcus (* 30. Oktober 1892 in Rees; † 17. September 1983 in Tel Aviv) war ein deutsch-israelischer Chirurg.

## Leben und Wirken

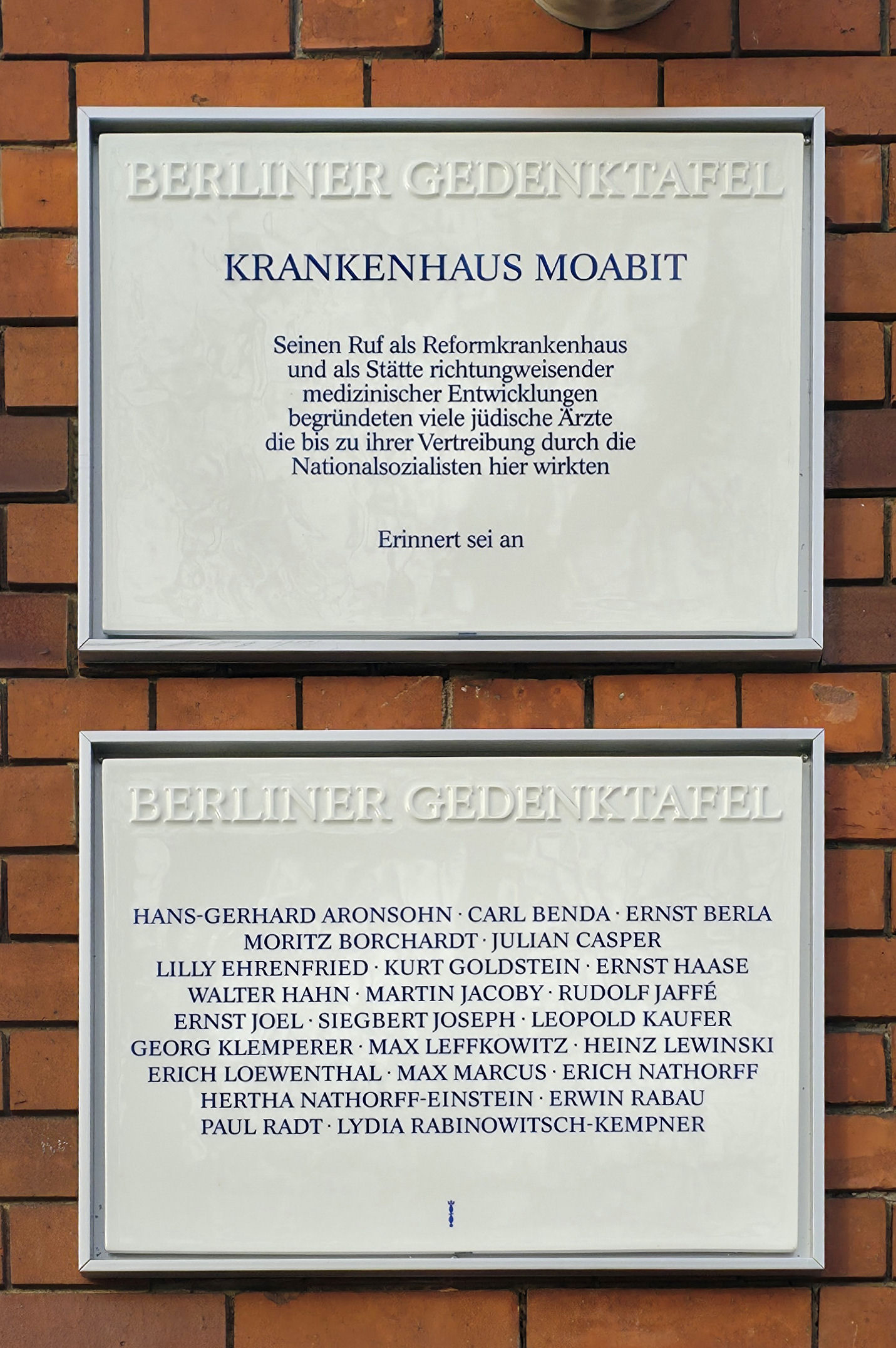
Berliner Gedenktafel am Haus, Turmstraße 21, in Berlin-Moabit

Max Marcus besuchte das humanistische Gymnasium in Bonn und studierte Medizin in Bonn und München. Während seines Studiums gehörte er der Verbindung VJST Jordania im Dachverband Kartell Jüdischer Verbindungen (KJV) an. Im Ersten Weltkrieg diente er als Arzt auf westlichen und östlichen Kriegsschauplätzen. Nach der Niederschlagung der Münchener Räterepublik wurde er für kurze Zeit inhaftiert, da er auf einer öffentlichen Versammlung einem antisemitischen Agitator widersprochen hatte.

### Wirken an Berliner Krankenhäusern
- Im Krankenhaus Moabit arbeitete Max Marcus zunächst ab 1920 im Pathologischen Institut von Carl Benda, dann in der II. Inneren Abteilung von Wilhelm Zinn und schließlich ab April 1922 in der Chirurgischen Abteilung von Moritz Borchardt. Am 1. Januar 1927 wurde er zum Oberarzt der Chirurgie ernannt. Seine speziellen Arbeitsgebiete waren die Bauch- und Gefäßchirurgie, insbesondere die Chirurgie der Bauchspeicheldrüse. 1932 habilitierte er sich mit einer Arbeit über die »Pathogenese der akuten Pankreaserkrankungen«. Für das von Felix und Georg Klemperer herausgegebene Handbuch »Neue Deutsche Klinik« schrieb er das Kapitel über Mastdarmerkrankungen.[1]

Er galt als begnadeter Diagnostiker sowie als geschickter und einfühlsamer Operateur.
- Am 1. November 1932 wurde Max Marcus dirigierender Arzt der II. Chirurgischen Abteilung am Städtischen Krankenhaus Friedrichshain. Damit war er der jüngste Chefarzt Berlins. Bereits am 29. März 1933 wurde er entlassen und genötigt, seine Diensträume innerhalb weniger Stunden zu verlassen. Kurze Zeit später floh er nach Palästina. Das Krankenhaus Friedrichshain wurde Anfang Oktober 1933 in »Horst-Wessel-Krankenhaus« umbenannt.

### Flucht
Im Juni 1933 folgte er einer Einladung von Tel Avivs Bürgermeister Meir Dizengoff, die Leitung der chirurgischen Abteilung im Hadassah-Krankenhaus anzunehmen. In Palästina war er damals einer der ersten qualifizierten Chirurgen. Im Hadassah-Krankenhaus musste er aus privaten Mitteln eine Infrastruktur aufbauen, die größere Operationen erst erlaubte. Andererseits wurde seine Weigerung, sich der Landessprache zu bedienen, als Arroganz eines Jecken gedeutet. Er sprach zu Ärzten, Schwestern und Kranken nur deutsch. Außerdem beschuldigte man ihn, dass er als Assistenten Ärzte bevorzuge, welche die deutsche Sprache beherrschten. Zwischen 1940 und 1948 arbeitete er in einem Untergrundlazarett und versorgte Mitglieder der Hagana. Er behandelte auch arabische Patienten. Später lehrte er an der Hebräischen Universität Jerusalem und bildete Generationen von erfolgreichen Chirurgen aus. Eine Rückkehr nach Deutschland schloss er aus, auch nachdem ihm Ferdinand Sauerbruch 1947 einen Lehrstuhl angeboten hatte.
Marcus war Mitbegründer des privaten Krankenhauses Assuta und war dort auch nach seiner Pensionierung am Hadassah Krankenhaus Tel Aviv weiter tätig.